# Janalynn Castelino
Janalynn Castelino   (18 d'octubre de 1998) és una cantant, doctora i compositora de pop italo-índia. Coneguda pel seu ampli ventall vocal, la seva música es descriu com una barreja d'elements pop i R&B.
Inicialment va començar en el món de la música penjant cançons de portada a YouTube com a hobby mentre estudiava medicina fins a publicar vídeos musicals de tendència que li van fer guanyar un reconeixement generalitzat per les seves habilitats vocals. El 2024, Janalynn va debutar en el gènere pop llatí amb el llançament de la cançó 'Drama' que va conceptualitzar i coescriure. Castelino és un cantant multilingüe que ha gravat en anglès, italià, llatí, espanyol i hindi.

## Discografia
- Bella Ci Dormi (2023)
- O Come All Ye Faithful (2023)
- Jesu Salvator Mundi (2024)
- The Old Rugged Cross (2024)
- Drama (2024)